# 陈清晨
陈清晨（1997年6月23日—），广东兴宁人，中国女子羽毛球运动员。2024年夏季奥林匹克运动会女子雙打金牌得主。

## 簡歷
陈清晨打球风格傾向男子化，有“男仔头”的称号。2005年，她在顺德市体校接受训练，之后被输送到广东省省体校及入選广东省羽毛球队，期間多次贏得全国少年、青年羽毛球比賽的冠军。
2012年，陈清晨代表国家队參加南韓金泉市舉行的亞洲青年羽毛球錦標賽，分別與何嘉欣和刘雨辰合作贏得女子雙打和混合雙打比賽季軍。
2017年年底，陈清晨獲選為「世界羽聯年度最佳女運動員」。她在年內共夺得六個超级系列赛冠军和四個亚军，其中包括马来西亚、澳大利亚和總決賽的混双冠军，以及印尼、中国和香港站的女双冠军；另外，她还在格拉斯哥世锦赛上夺得女双冠军和混双亚军；女雙和混双世界排名亦同時名列第一。她在獲獎後表示，本身以為戴資穎會獲選，所以這是一個很大驚喜；她在年初時從未想過今年能取得如此佳績，希望未來能繼續維持這個勢頭。
2024年8月4日，陳清晨和隊友賈一凡在女雙金牌賽中戰勝隊友劉聖書/譚寧組合，奪得金牌，並完成大滿貫。

## 主要比賽成績
只列出曾進入準決賽的國際賽事成績：
| 年份   | 賽事                     | 公開賽級別 | 項目     | 搭檔   | 成績   |
| ------ | ------------------------ | ---------- | -------- | ------ | ------ |
| 2012年 | 亞洲青年羽毛球錦標賽     | 其他       | 混合團體 | －     | 銀牌   |
| 2012年 | 亞洲青年羽毛球錦標賽     | 其他       | 女子雙打 | 何嘉欣 | 銅牌   |
| 2012年 | 亞洲青年羽毛球錦標賽     | 其他       | 混合雙打 | 刘雨辰 | 銅牌   |
| 2012年 | 印尼羽毛球黃金大獎賽     | 黃金大獎賽 | 女子雙打 | 黄东萍 | 準決賽 |
| 2012年 | 世界青年羽毛球錦標賽     | 其他       | 混合團體 | －     | 金牌   |
| 2012年 | 世界青年羽毛球錦標賽     | 其他       | 混合雙打 | 刘雨辰 | 銅牌   |
| 2013年 | 澳洲羽毛球黃金大獎賽     | 黃金大獎賽 | 女子雙打 | 黄东萍 | 準決賽 |
| 2013年 | 澳洲羽毛球黃金大獎賽     | 黃金大獎賽 | 混合雙打 | 黄凯祥 | 準決賽 |
| 2013年 | 亞洲青年羽毛球錦標賽     | 其他       | 混合團體 | －     | 金牌   |
| 2013年 | 亞洲青年羽毛球錦標賽     | 其他       | 女子雙打 | 何嘉欣 | 銀牌   |
| 2013年 | 亞洲青年羽毛球錦標賽     | 其他       | 混合雙打 | 黄凯祥 | 銅牌   |
| 2013年 | 印尼羽毛球黃金大獎賽     | 黃金大獎賽 | 混合雙打 | 黄凯祥 | 準決賽 |
| 2013年 | 東亞運動會羽毛球比賽     | 其他       | 女子團體 | －     | 金牌   |
| 2013年 | 世界青年羽毛球錦標賽     | 其他       | 混合團體 | －     | 銅牌   |
| 2013年 | 世界青年羽毛球錦標賽     | 其他       | 女子雙打 | 何嘉欣 | 銀牌   |
| 2013年 | 世界青年羽毛球錦標賽     | 其他       | 混合雙打 | 黄凯祥 | 金牌   |
| 2013年 | 澳門羽毛球黃金大獎賽     | 黃金大獎賽 | 混合雙打 | 黄凯祥 | 準決賽 |
| 2014年 | 印度羽毛球黃金大獎賽     | 黃金大獎賽 | 女子雙打 | 贾一凡 | 冠軍   |
| 2014年 | 印度羽毛球黃金大獎賽     | 黃金大獎賽 | 混合雙打 | 黄凯祥 | 亞軍   |
| 2014年 | 亞洲青年羽毛球錦標賽     | 其他       | 混合團體 | －     | 金牌   |
| 2014年 | 亞洲青年羽毛球錦標賽     | 其他       | 女子雙打 | 贾一凡 | 金牌   |
| 2014年 | 亞洲青年羽毛球錦標賽     | 其他       | 混合雙打 | 黄凯祥 | 金牌   |
| 2014年 | 世界青年羽毛球錦標賽     | 其他       | 混合團體 | －     | 金牌   |
| 2014年 | 世界青年羽毛球錦標賽     | 其他       | 女子雙打 | 贾一凡 | 金牌   |
| 2014年 | 世界青年羽毛球錦標賽     | 其他       | 混合雙打 | 黄凯祥 | 金牌   |
| 2014年 | 碧特博格羽毛球黃金大獎賽 | 黃金大獎賽 | 混合雙打 | 郑思维 | 冠軍   |
| 2014年 | 中國羽毛球首要超級賽     | 首要超級賽 | 混合雙打 | 郑思维 | 準決賽 |
| 2015年 | 中國羽毛球國際挑戰賽     | 國際挑戰賽 | 女子雙打 | 贾一凡 | 準決賽 |
| 2015年 | 中國羽毛球國際挑戰賽     | 國際挑戰賽 | 混合雙打 | 郑思维 | 冠軍   |
| 2015年 | 大阪羽毛球國際挑戰賽     | 國際挑戰賽 | 女子雙打 | 贾一凡 | 冠軍   |
| 2015年 | 中國羽毛球大師賽         | 黃金大獎賽 | 女子雙打 | 贾一凡 | 準決賽 |
| 2015年 | 紐西蘭羽毛球黃金大獎賽   | 黃金大獎賽 | 混合雙打 | 郑思维 | 冠軍   |
| 2015年 | 亞洲青年羽毛球錦標賽     | 其他       | 混合團體 | －     | 金牌   |
| 2015年 | 亞洲青年羽毛球錦標賽     | 其他       | 女子雙打 | 贾一凡 | 銀牌   |
| 2015年 | 亞洲青年羽毛球錦標賽     | 其他       | 混合雙打 | 郑思维 | 金牌   |
| 2015年 | 泰國羽毛球黃金大獎賽     | 黃金大獎賽 | 女子雙打 | 贾一凡 | 準決賽 |
| 2015年 | 世界青年羽毛球錦標賽     | 其他       | 混合團體 | －     | 金牌   |
| 2015年 | 世界青年羽毛球錦標賽     | 其他       | 女子雙打 | 贾一凡 | 金牌   |
| 2015年 | 世界青年羽毛球錦標賽     | 其他       | 混合雙打 | 郑思维 | 金牌   |
| 2015年 | 巴西羽毛球大獎賽         | 大獎賽     | 女子雙打 | 贾一凡 | 冠軍   |
| 2015年 | 巴西羽毛球大獎賽         | 大獎賽     | 混合雙打 | 郑思维 | 冠軍   |
| 2016年 | 中國羽毛球國際挑戰賽     | 國際挑戰賽 | 女子雙打 | 贾一凡 | 冠軍   |
| 2016年 | 泰國羽毛球大師賽         | 黃金大獎賽 | 混合雙打 | 郑思维 | 冠軍   |
| 2016年 | 瑞士羽毛球黃金大獎賽     | 黃金大獎賽 | 混合雙打 | 王懿律 | 冠軍   |
| 2016年 | 新加坡羽毛球超級賽       | 超級賽     | 混合雙打 | 王懿律 | 準決賽 |
| 2016年 | 中國羽毛球大師賽         | 黃金大獎賽 | 女子雙打 | 贾一凡 | 亞軍   |
| 2016年 | 中國羽毛球大師賽         | 黃金大獎賽 | 混合雙打 | 郑思维 | 亞軍   |
| 2016年 | 優霸盃                   | 其他       | 女子團體 | －     | 冠軍   |
| 2016年 | 澳洲羽毛球超級賽         | 超級賽     | 女子雙打 | 包宜鑫 | 冠軍   |
| 2016年 | 澳洲羽毛球超級賽         | 超級賽     | 混合雙打 | 郑思维 | 亞軍   |
| 2016年 | 中華台北羽球公開賽       | 黃金大獎賽 | 女子雙打 | 贾一凡 | 準決賽 |
| 2016年 | 中華台北羽球公開賽       | 黃金大獎賽 | 混合雙打 | 郑思维 | 冠軍   |
| 2016年 | 日本羽毛球超級賽         | 超級賽     | 混合雙打 | 郑思维 | 冠軍   |
| 2016年 | 韓國羽毛球超級賽         | 超級賽     | 混合雙打 | 郑思维 | 亞軍   |
| 2016年 | 丹麥羽毛球首要超級賽     | 首要超級賽 | 混合雙打 | 郑思维 | 亞軍   |
| 2016年 | 法國羽毛球超級賽         | 超級賽     | 女子雙打 | 贾一凡 | 冠軍   |
| 2016年 | 法國羽毛球超級賽         | 超級賽     | 混合雙打 | 郑思维 | 冠軍   |
| 2016年 | 碧特博格羽毛球黃金大獎賽 | 黃金大獎賽 | 女子雙打 | 贾一凡 | 冠軍   |
| 2016年 | 碧特博格羽毛球黃金大獎賽 | 黃金大獎賽 | 混合雙打 | 郑思维 | 冠軍   |
| 2016年 | 香港羽毛球超級賽         | 超級賽     | 女子雙打 | 贾一凡 | 準決賽 |
| 2016年 | 澳門羽毛球黃金大獎賽     | 黃金大獎賽 | 女子雙打 | 贾一凡 | 冠軍   |
| 2016年 | 世界羽聯超級系列賽總決賽 | 首要超級賽 | 女子雙打 | 贾一凡 | 冠軍   |
| 2016年 | 世界羽聯超級系列賽總決賽 | 首要超級賽 | 混合雙打 | 郑思维 | 冠軍   |
| 2017年 | 泰國羽毛球大師賽         | 黃金大獎賽 | 女子雙打 | 贾一凡 | 冠軍   |
| 2017年 | 亞洲羽毛球混合團體錦標賽 | 其他       | 混合團體 | －     | 銅牌   |
| 2017年 | 瑞士羽毛球黃金大獎賽     | 黃金大獎賽 | 女子雙打 | 贾一凡 | 冠軍   |
| 2017年 | 瑞士羽毛球黃金大獎賽     | 黃金大獎賽 | 混合雙打 | 郑思维 | 準決賽 |
| 2017年 | 印度羽毛球超級賽         | 超級賽     | 混合雙打 | 郑思维 | 亞軍   |
| 2017年 | 馬來西亞羽毛球首要超級賽 | 首要超級賽 | 混合雙打 | 郑思维 | 冠軍   |
| 2017年 | 蘇迪曼盃                 | 其他       | 混合團體 | －     | 亞軍   |
| 2017年 | 印尼羽毛球首要超級賽     | 首要超級賽 | 女子雙打 | 贾一凡 | 冠軍   |
| 2017年 | 印尼羽毛球首要超級賽     | 首要超級賽 | 混合雙打 | 郑思维 | 亞軍   |
| 2017年 | 澳洲羽毛球超級賽         | 超級賽     | 女子雙打 | 贾一凡 | 準決賽 |
| 2017年 | 澳洲羽毛球超級賽         | 超級賽     | 混合雙打 | 郑思维 | 冠軍   |
| 2017年 | 世界羽毛球錦標賽         | 其他       | 女子雙打 | 贾一凡 | 金牌   |
| 2017年 | 世界羽毛球錦標賽         | 其他       | 混合雙打 | 郑思维 | 銀牌   |
| 2017年 | 丹麥羽毛球首要超級賽     | 首要超級賽 | 混合雙打 | 郑思维 | 亞軍   |
| 2017年 | 法國羽毛球超級賽         | 超級賽     | 女子雙打 | 贾一凡 | 準決賽 |
| 2017年 | 法國羽毛球超級賽         | 超級賽     | 混合雙打 | 郑思维 | 亞軍   |
| 2017年 | 中國羽毛球首要超級賽     | 首要超級賽 | 女子雙打 | 贾一凡 | 冠軍   |
| 2017年 | 香港羽毛球超級賽         | 超級賽     | 女子雙打 | 贾一凡 | 冠軍   |
| 2017年 | 世界羽聯超級系列賽總決賽 | 首要超級賽 | 混合雙打 | 郑思维 | 冠軍   |
| 2018年 | 馬來西亞羽毛球大師賽     | 超級500賽  | 女子雙打 | 贾一凡 | 亞軍   |
| 2018年 | 優霸盃                   | 其他       | 女子團體 | －     | 銅牌   |
| 2018年 | 馬來西亞羽球公開賽       | 超級750賽  | 女子雙打 | 贾一凡 | 亞軍   |
| 2018年 | 印尼羽球公開賽           | 超級1000賽 | 女子雙打 | 贾一凡 | 準決賽 |
| 2018年 | 亞洲運動會羽毛球比賽     | 其他       | 女子團體 | －     | 銀牌   |
| 2018年 | 亞洲運動會羽毛球比賽     | 其他       | 女子雙打 | 賈一凡 | 金牌   |
| 2018年 | 日本羽球公開賽           | 超級750賽  | 女子雙打 | 賈一凡 | 亞軍   |
| 2019年 | 全英羽毛球公開賽         | 超級1000賽 | 女子雙打 | 賈一凡 | 冠軍   |
| 2019年 | 馬來西亞羽毛球公開賽     | 超級750賽  | 女子雙打 | 賈一凡 | 冠軍   |
| 2019年 | 亞洲羽毛球錦標賽         | 其他       | 女子雙打 | 賈一凡 | 金牌   |
| 2019年 | 蘇迪曼盃                 | 其他       | 混合團體 | －     | 金牌   |
| 2019年 | 澳洲羽毛球公開賽         | 超級300賽  | 女子雙打 | 賈一凡 | 亞軍   |
| 2019年 | 印尼羽毛球公開賽         | 超級1000賽 | 女子雙打 | 賈一凡 | 準決賽 |
| 2019年 | 中國羽毛球公開賽         | 超級1000賽 | 女子雙打 | 賈一凡 | 冠軍   |
| 2019年 | 丹麥羽毛球公開賽         | 超級750賽  | 女子雙打 | 賈一凡 | 亞軍   |
| 2019年 | 中國福州羽毛球公開賽     | 超級750賽  | 女子雙打 | 賈一凡 | 準決賽 |
| 2019年 | 香港羽毛球公開賽         | 超級500賽  | 女子雙打 | 賈一凡 | 冠軍   |
| 2019年 | 世界羽聯世界巡迴賽總決賽 | 總決賽     | 女子雙打 | 賈一凡 | 冠軍   |
| 2020年 | 泰国羽毛球大师赛         | 超級300賽  | 女子雙打 | 賈一凡 | 冠軍   |
| 2021年 | 奧林匹克運動會羽毛球比賽 | 其他       | 女子雙打 | 賈一凡 | 銀牌   |
| 2021年 | 蘇迪曼盃                 | 其他       | 混合團體 | －     | 金牌   |
| 2021年 | 優霸盃                   | 其他       | 女子團體 | －     | 金牌   |
| 2021年 | 世界羽毛球錦標賽         | 其他       | 女子雙打 | 賈一凡 | 金牌   |
| 2022年 | 德國羽毛球公開賽         | 超級300賽  | 女子雙打 | 賈一凡 | 冠軍   |
| 2022年 | 亞洲羽毛球錦標賽         | 其他       | 女子雙打 | 賈一凡 | 金牌   |
| 2022年 | 優霸盃                   | 其他       | 女子團體 | －     | 銀牌   |
| 2022年 | 印尼羽毛球大師賽         | 超級500賽  | 女子雙打 | 賈一凡 | 冠軍   |
| 2022年 | 馬來西亞羽毛球大師賽     | 超級500賽  | 女子雙打 | 賈一凡 | 冠軍   |
| 2022年 | 世界羽毛球錦標賽         | 其他       | 女子雙打 | 賈一凡 | 金牌   |
| 2022年 | 日本羽毛球公開賽         | 超級750賽  | 女子雙打 | 賈一凡 | 準決賽 |
| 2022年 | 丹麥羽毛球公開賽         | 超級750賽  | 女子雙打 | 賈一凡 | 冠軍   |
| 2022年 | 世界羽聯世界巡迴賽總決賽 | 總決賽     | 女子雙打 | 賈一凡 | 冠軍   |
| 2023年 | 馬來西亞羽毛球公開賽     | 超級1000賽 | 女子雙打 | 贾一凡 | 冠軍   |
| 2023年 | 印度羽毛球公開賽         | 超級750賽  | 女子雙打 | 贾一凡 | 亞軍   |
| 2023年 | 蘇迪曼盃                 | 其他       | 混合團體 | －     | 冠軍   |
| 2023年 | 新加坡羽毛球公開賽       | 超級750賽  | 女子雙打 | 賈一凡 | 冠軍   |
| 2023年 | 韓國羽毛球公開賽         | 超級500賽  | 女子雙打 | 賈一凡 | 冠軍   |
| 2023年 | 日本羽毛球公開賽         | 超級750賽  | 女子雙打 | 賈一凡 | 亞軍   |
| 2023年 | 世界羽毛球錦標賽         | 其他       | 女子雙打 | 賈一凡 | 冠軍   |
| 2023年 | 中國羽毛球公開賽         | 超級1000賽 | 女子雙打 | 賈一凡 | 冠軍   |
| 2023年 | 亞洲運動會羽毛球比賽     | 其他       | 女子團体 | －     | 銀牌   |
| 2023年 | 亞洲運動會羽毛球比賽     | 其他       | 女子雙打 | 賈一凡 | 金牌   |
| 2023年 | 丹麥羽毛球公開賽         | 超級750賽  | 女子雙打 | 賈一凡 | 冠軍   |
| 2023年 | 中國羽毛球大師賽         | 超級750賽  | 女子雙打 | 賈一凡 | 準決賽 |
| 2023年 | 世界羽聯世界巡迴賽總決賽 | 總決賽     | 女子雙打 | 賈一凡 | 冠軍   |
| 2024年 | 法國羽毛球公開賽         | 超級750賽  | 女子雙打 | 賈一凡 | 冠軍   |
| 2024年 | 亞洲羽毛球錦標賽         | 其他       | 女子雙打 | 賈一凡 | 季軍   |
| 2024年 | 優霸盃                   | 其他       | 女子團體 | －     | 冠軍   |
| 2024年 | 新加坡羽毛球公開賽       | 超級750賽  | 女子雙打 | 賈一凡 | 冠軍   |
| 2024年 | 印尼羽毛球公開賽         | 超級1000賽 | 女子雙打 | 賈一凡 | 亞軍   |
| 2024年 | 奧林匹克運動會羽毛球比賽 | 其他       | 女子雙打 | 賈一凡 | 金牌   |
| 2024年 | 世界羽聯世界巡迴賽總決賽 | 總決賽     | 女子雙打 | 賈一凡 | 準決賽 |
| 2025年 | 亞洲羽毛球混合團体錦標賽 | 其他       | 混合團体 | －     | 亞軍   |
| 2025年 | 亞洲羽毛球錦標賽         | 其他       | 女子雙打 | 賈一凡 | 季軍   |
| 2025年 | 蘇迪曼盃                 | 其他       | 混合團體 | －     | 冠軍   |

| 2007-2017年 | 首要超級賽 | 超級賽 | 黃金大獎賽 | 大獎賽 | 國際挑戰賽 | 國際系列賽 | 未來系列賽 | 其他 |

| 2018-2026年 | 總決賽 | 超級1000賽 | 超級750賽 | 超級500賽 | 超級300賽 | 超級100賽 | 國際挑戰賽 | 國際系列賽 | 未來系列賽 | 其他 |

### 世界冠軍頭銜
陈清晨在羽毛球生涯中共奪得12項羽毛球世界冠軍頭銜。
| 賽事                     | 奪冠次數 | 年份                                                                        |
| ------------------------ | -------- | --------------------------------------------------------------------------- |
| 奧林匹克運動會羽毛球比賽 | 1        | 2024年（女子雙打）                                                          |
| 世界羽毛球錦標賽         | 4        | 2017年（女子雙打） 2021年（女子雙打） 2022年（女子雙打） 2023年（女子雙打） |
| 蘇迪曼盃                 | 4        | 2019年 2021年 2023年 2025年（混合團體）                                     |
| 優霸盃                   | 3        | 2016年 2020年 2024年（女子團體）                                            |
| 總計                     | 12       |                                                                             |

## 其他獎項
| 年份   | 頒獎典禮               | 獎項                 | 搭檔   | 結果   | 備註   |
| ------ | ---------------------- | -------------------- | ------ | ------ | ------ |
| 2024年 | BWF 2024年度最佳運動員 | 年度最佳女子雙打組合 | 賈一凡 | 待公布 | [ 11 ] |

### 奧運會和世錦賽參賽紀錄
|          | 搭檔   | 2017 | 2018 | 2019 | 2020 | 2021 | 2022 | 2023 | 2024 |
| -------- | ------ | ---- | ---- | ---- | ---- | ---- | ---- | ---- | ---- |
| 女子雙打 | 贾一凡 | 冠軍 | 8強  | 8強  | 銀牌 | 冠軍 | 冠軍 | 冠軍 | 金牌 |
|          |        |      |      |      |      |      |      |      |      |
| 混合雙打 | 郑思维 | 亞軍 | －   | －   | －   | －   | －   | －   | －   |

## 爭議

### 比赛涉嫌爆粗口
2021年7月27日，陈清晨和贾一凡在东京奥运会羽毛球女双第一组D组第三场比赛中对阵韩国选手金昭映与孔熙容组合。在比赛中，中国队输掉第一局后，陈清晨用大喊「wo cao」，之后在第二局比分胶着，中国队得分后，她再次喊出相似言词。有关视频在网络上传开后，在中港台韩的网络上引起很大的轰动。其中微博上中國大陸的網友則是一面倒的力挺，稱其在場上多次飆罵髒話的行為是「記錄一些與球場上優美的中國話」；韩国网民在观看视频后痛批 「这是用泼辣的借口对韩国球员说脏话」；香港和台湾的网民指出，该喊声含有 「粗俗的俚語」，指该言词的英文翻译为 「Fuck」。賽後陳清晨在微博上針對此事回應：「不好意思讓大家誤會了，我其實只是對自己一個贏球氣勢上的鼓勵，沒想到可能是發音不太好讓大家誤會了，我惶恐了，我也會去調整我的發音。」
中国媒体报导辩护称，对于赛场上因得分或获胜之后大声喊叫或者喊脏话的情况，并非陳清晨个例，历年多國运动员都有类似的情况，并举例澳大利亚游泳选手凯莉·麦基翁也有说粗口。 然而，凯莉·麦基翁是在比赛结束后，接受《七號電視網》访问时口误，并在意识到自己的错误即改正。 国际奥委会并没有规定对比赛中的嘲讽行为设定明确的标准，但世界羽毛球联合会行为准则规定，运动员在应避免「用任何语言说公开和理解的亵渎或粗俗的语言，并大声说话，以免被裁判和观众听到」。8月3日，韩国羽毛球协会发表声明，在东京奥运会上，抗议中国选手在与韩国队在羽毛球女子双打比赛中反复爆粗口，并已向世界羽毛球联合会辞信投诉。